# Квасний патріотизм
Квасний патріотизм (лапотний патріотизм, казенний патріотизм, ура-патріотизм) — іронічний вираз, поширений переважно в російській мові та іноді в українській, що означає безумовне вихваляння всього вітчизняного. Протиставляється справжньому патріотизму, що допускає визнання та неприйняття негативних рис своєї держави, а також боротьбу з ними.

## Історія висловлювання
Цей вираз уперше вжив князь Вяземський у своїх «Листах з Парижа»:

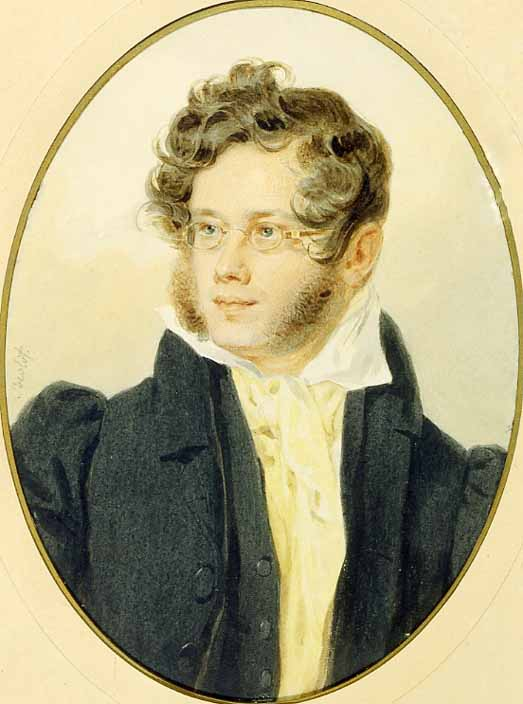
Князь П. А. Вяземський, 1824.

Багато хто визнає за патріотизм безумовну похвалу всьому, що своє. Тюрго називав це лакейським патріотизмом, du patriotisme d'antichambre.У нас можна було б його назвати квасним патріотизмом. Я вважаю, що любов до вітчизни має бути сліпа у пожертвуваннях їй, але не в пихатому самозадоволенні; до цієї любові може входити і ненависть. Який патріот, якому народу він не належав би, не хотів би видерти кілька сторінок з історії вітчизняної, і не кипів обуренням, бачачи забобони і вади, властиві його співгромадянам? Справжнє кохання ревниве і вимогливе.
«Листи з Парижа» вперше були надруковані в 1827 році в журналі «Московський телеграф», і деякі дослідники помилково приписують авторство висловлювання редактору журналу М.О. Польовому.
Квас мав з давніх-давен найширше поширення в росії і вважався «народним» напоєм. У протистоянні слов'янофілів і західників, що розгорілося в XIX столітті, вираз «квасний патріотизм» був швидко підхоплений останніми для іронізування над опонентами. Послідовний західник Бєлінський називав це «щасливим виразом» Вяземського. У листі Кавелину (1847) Бєлінський пише: «Терпіти не можу я захоплених патріотів, які виїжджають вічно на вигуках або на квасу та каші».
Так квас став напоєм «патріотичним» і став символізувати «корінне», «справжнє» слов'янство, батьківщинолюбство і захоплений патріотизм. Саме в такому контексті читалися рядки в оповіданні Тургенєва «Два приятеля»: «Квас любив він, за власним висловом, як батька рідного, а французькі вина, особливо червоні, терпіти не міг і називав їх кислятиною».